# Himmelried
Himmelried es una comuna suiza del cantón de Soleura, localizada en el distrito de Thierstein. Limita al norte con las comunas de Grellingen (BL) y Duggingen (BL), al este con Seewen, al sur con Nunningen y Breitenbach, y al oeste con Brislach (BL).